# Polska Góra (Góry Kamienne)
Polska Góra (niem. Gotschenberg, 792 m n.p.m.) – góra w południowo-zachodniej Polsce, w Sudetach Środkowych, w Górach Kamiennych, w paśmie Gór Kruczych. 
Góra położona jest około 3 km na południe od centrum miejscowości Lubawka, w zachodniej części Gór Kruczych, po wschodniej stronie od granicy polsko-czeskiej.

## Opis
Kopulasty szczyt o stromych zboczach nad Doliną Miłości, z grupą skał porfirowych "Czerwonych Skałek", o charakterystycznym  czerwonym zabarwieniu, położonych na północno-zachodnim zboczu.

## Budowa geologiczna
Góra zbudowana jest z porfirów oraz tufów porfirowych, należących do utworów zachodniego skrzydła niecki śródsudeckiej. Miejscami tworzą one niewielkie skałki.

## Roślinność
Wzniesienie w całości porośnięte lasem świerkowym z domieszką drzew liściastych.

## Turystyka
Zachodnim zboczem góry wzdłuż granicy z Czechami prowadzi szlak turystyczny: 
- zielony - fragment Szlaku Granicznego z Mieroszowskich Ścian do Przełęczy Okraj.

Na zachodnim zboczu góry na szlaku punkt widokowy z panoramą na Kralveckie Sedlo i Bramę Lubawską oraz Karkonosze.